# ベトナム社会主義共和国主席

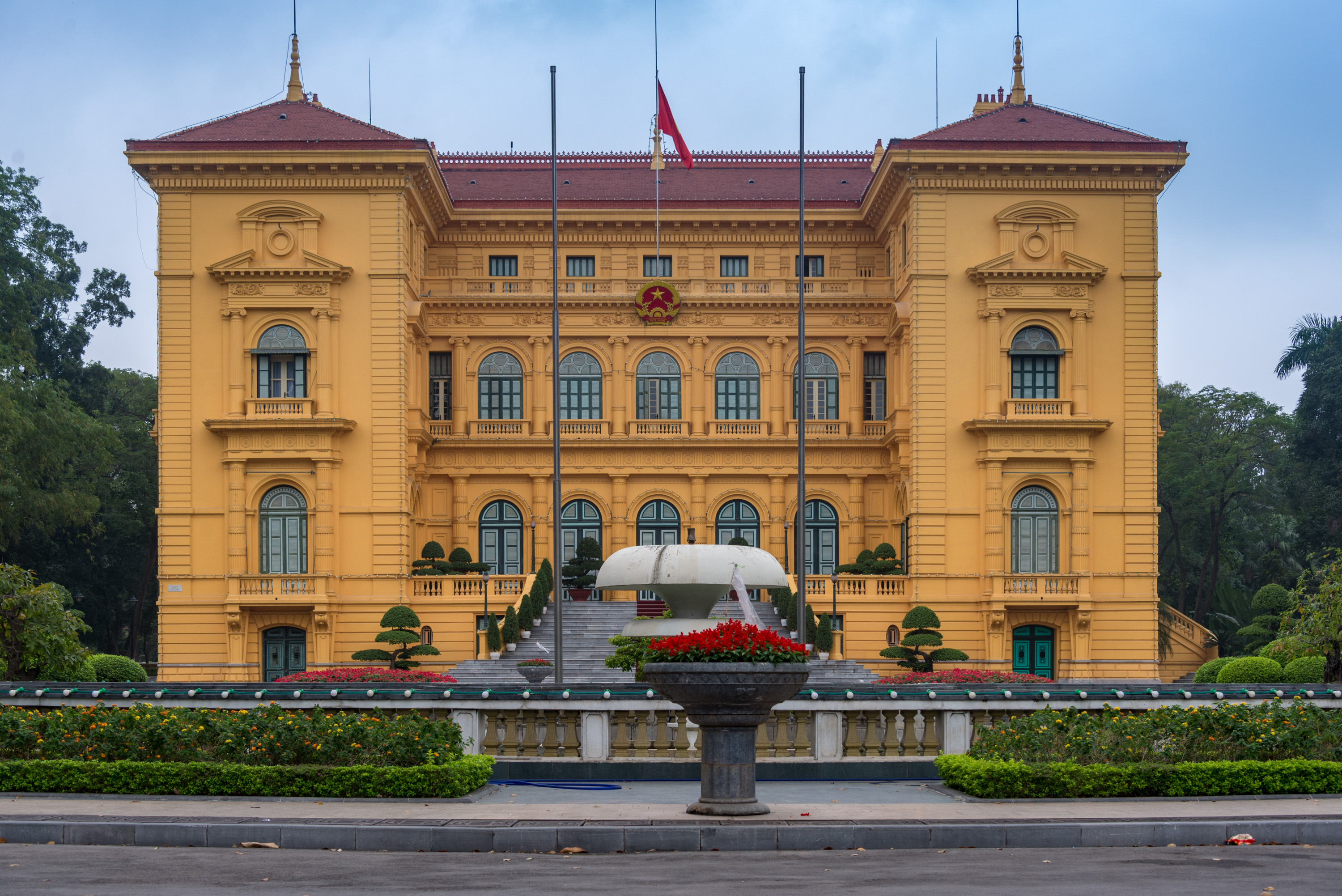
ハノイの主席宮殿

ベトナム社会主義共和国主席（ベトナムしゃかいしゅぎきょうわこくしゅせき、ベトナム語：Chủ tịch nước Cộng hòa Xã hội chủ nghĩa Việt Nam / 主席𫭔共和社會主義越南）は、ベトナム社会主義共和国の国家元首。略称は国家主席（ベトナム語：Chủ tịch nước / 主席𫭔）。

## 概要
1976年7月2日、ベトナム社会主義共和国の成立に際し、同国の元首として国家主席職が設置された。国家主席を元首とする制度は、同国の前身であるベトナム民主共和国の1946年憲法を継承したものである。初代国家主席には、ベトナム民主共和国主席のトン・ドゥック・タンが就任した。しかし、1980年の憲法改正ではソビエト型制度を採用、国家主席職を廃止して国会の常設機関である国家評議会を設置し、これを「集団的な国家主席」と規定した（第98条）。従って、厳密には国家評議会議長が単独で元首となるわけではなかった。現行の1992年憲法制定により、国家主席職が復活した。
なお、同国は漢字（チュハン）を廃止しており、また日本の主要マスコミが最近までベトナム語メディアを直接のニュースソースとしなかったことから、日本では相当する漢字をあてた「主席」よりもヨーロッパ諸語の報道から翻訳した「大統領」と呼ばれることが多かった（英語表記は President of Vietnam であり、ここからは大統領とも訳せる）。

## 選出
国会議員の中から国会が選出する。任期は5年。なお、任期満了後も、国会が次の国家主席を選出するまでその職務を遂行する。
実態としては、「四柱」と呼ばれるベトナム共産党の党内序列最上位4名のうち、序列2位の者が国家主席を務めるのが通例となっている（序列1位は党書記長、3位が政府首相、4位が国会議長）。
国家主席が長期間にわたり職務遂行不能の際には、国家副主席が国家主席の職務を代行する。国家主席が任期途中で欠けた場合、国会が新国家主席を選出するまで、国家副主席が国家主席代行となる。

## 職権
国家主席は元首としてベトナム社会主義共和国を代表する（ベトナム憲法第86条）。党書記長、首相、国会議長と共に政治最高指導部主要四役の四柱の一つである。同国はベトナム共産党による社会主義に基づく一党独裁体制のため、共産党の党首たる書記長が事実上の最高指導者となる（党の指導性）。書記長は国家主席を兼任しないことが慣例となっているため、ベトナムの国家主席は、支配政党の党首（書記長・総書記）が兼任する中華人民共和国やラオス人民民主共和国、金日成時代の朝鮮民主主義人民共和国国家主席と異なり、名目的・儀礼的な役割を果たすことが多い。しかし、ベトナムの国家主席は、日常的に国会常務委員会（国会の常設機関）や政府の会議に出席して国政全般を把握できる立場であり、非常時には軍の統帥権者として実質的なイニシアティブを果たす権限を有しており、決して「お飾りの閑職」ではない。
国家主席は、その職務について国会に対して責任を負い、報告する義務を有する。現行憲法における国家主席の職権は以下の通り。
1. 憲法、法律、布告を公布する。
2. 軍を統括し、国防安全保障評議会（ベトナム語版）[注 3]の議長を務める。
3. 国家副主席、首相、最高人民裁判所長官、最高人民検察院院長の任免を国会に提案する。また、国防安全保障評議会の議員名簿を国会に提出する。
4. 国会または国会常務委員会の決議に基づき、副首相、大臣および政府の他の構成員の任免を行う。
5. 国会または国会常務委員会の決議に基づき、戦争事態を宣言する。
6. 国会または国会常務委員会の決議に基づき、総動員令もしくは部分動員令を発令し、全国もしくは特定地域の緊急事態を宣言する。
7. 最高人民裁判所裁判官、最高人民検察院副院長を任免する。
8. 高級将校、外交官、その他の官吏の職位・階級を授与し、勲章、記章、国家的栄誉および報賞を授与する。
9. 駐外全権大使の任命と召還を行い、外国の大使を接受する。ベトナム社会主義共和国を代表し、他国の最高指導者との間で国際条約の交渉および締結を行う。国家主席が締結した国際条約は国会の批准を受けて発効する。
10. ベトナム国籍を授与し、または解除・剥奪する。
11. 国会または国会常務委員会の決議に基づき、恩赦を宣言する。
12. 特赦を与える。
13. 国会に法律案を提出する。
14. 職務遂行と権限行使のために命令および決定を発布する。
15. 国会常務委員会の会議に出席する資格をもつ。また、必要に応じて、政府の会議に出席できる。

## 主席の一覧
| ベトナム民主共和国 (1945-1976)     |                                                         |                    |                          |                           |                                |             |                                                           |
| 代                                 | 主席                                                    | 主席               | 所属政党                 | 期                        | 在任期間                       | 在任期間    | 備考                                                      |
| 001                                | ホー・チ・ミン Hồ Chí Minh 胡志明                       |                    | インドシナ共産党         | 1                         | 1945年9月2日 - 1945年11月      | 24年 + 0日  | ベトナム労働党主席兼任 在任中に死去                       |
| 001                                | ホー・チ・ミン Hồ Chí Minh 胡志明                       | ベトナム独立同盟会 | 1945年11月 - 1951年2月   | 1                         |                                | 24年 + 0日  | ベトナム労働党主席兼任 在任中に死去                       |
| 001                                | ホー・チ・ミン Hồ Chí Minh 胡志明                       | ベトナム労働党     | 1951年2月 - 1969年9月2日 | 1                         |                                | 24年 + 0日  | ベトナム労働党主席兼任 在任中に死去                       |
| 002                                | トン・ドゥック・タン Tôn Đức Thắng 孫德勝               |                    | ベトナム労働党           | 2                         | 1969年9月3日 - 1976年7月2日    | 6年 + 303日 |                                                           |
| ベトナム社会主義共和国 (1976-現在) |                                                         |                    |                          |                           |                                |             |                                                           |
| 主席 (1976-1981)                   |                                                         |                    |                          |                           |                                |             |                                                           |
| 代                                 | 主席                                                    | 主席               | 所属政党                 | 期                        | 在任期間                       | 在任期間    | 備考                                                      |
| 001                                | トン・ドゥック・タン Tôn Đức Thắng 孫德勝               |                    | ベトナム共産党           | 1                         | 1976年7月2日 - 1980年3月30日   | 3年 + 272日 | 在任中に死去                                              |
| 00－                               | グエン・フー・ト Nguyễn Hữu Thọ 阮有壽                  |                    | ベトナム共産党           | 1                         | 1980年3月30日 - 1981年7月4日   | 1年 + 96日  | 主席代行 （副主席）                                       |
| 国家評議会議長 (1981-1992)         |                                                         |                    |                          |                           |                                |             |                                                           |
| 代                                 | 議長                                                    | 議長               | 所属政党                 | 期                        | 在任期間                       | 在任期間    | 備考                                                      |
| 002                                | チュオン・チン Trường Chinh 長征                        |                    | ベトナム共産党           | 2                         | 1981年7月4日 - 1987年6月18日   | 5年 + 349日 |                                                           |
| 003                                | ヴォー・チ・コン Võ Chí Công 武志公                     |                    | ベトナム共産党           | 3                         | 1987年6月18日 - 1992年9月22日  | 5年 + 96日  |                                                           |
| 主席 (1992-現在)                   |                                                         |                    |                          |                           |                                |             |                                                           |
| 代                                 | 主席                                                    | 主席               | 所属政党                 | 期                        | 在任期間                       | 在任期間    | 備考                                                      |
| 004                                | レ・ドゥック・アイン Lê Đức Anh 黎德英                  |                    | ベトナム共産党           | 4                         | 1992年9月22日 - 1997年9月24日  | 5年 + 2日   |                                                           |
| 005                                | チャン・ドゥック・ルオン Trần Đức Lương 陳德良          |                    | ベトナム共産党           | 5                         | 1997年9月24日 - 2002年7月      | 8年 + 276日 |                                                           |
| 005                                | チャン・ドゥック・ルオン Trần Đức Lương 陳德良          | 6                  | ベトナム共産党           | 2002年7月 - 2006年6月27日 |                                | 8年 + 276日 |                                                           |
| 006                                | グエン・ミン・チエット Nguyễn Minh Triết 阮明哲         |                    | ベトナム共産党           | 7                         | 2006年6月27日 - 2011年7月25日  | 5年 + 28日  |                                                           |
| 007                                | チュオン・タン・サン Trương Tấn Sang 張晉創             |                    | ベトナム共産党           | 8                         | 2011年7月25日 - 2016年4月2日   | 4年 + 252日 |                                                           |
| 008                                | チャン・ダイ・クアン Trần Đại Quang 陳大光              |                    | ベトナム共産党           | 9                         | 2016年4月2日 - 2018年9月21日   | 2年 + 172日 | 在任中に死去                                              |
| 00－                               | ダン・ティ・ゴック・ティン Đặng Thị Ngọc Thịnh 鄧氏玉盛 |                    | ベトナム共産党           | 9                         | 2018年9月23日 - 2018年10月23日 | 30日        | 主席代行 （副主席）                                       |
| 009                                | グエン・フー・チョン Nguyễn Phú Trọng 阮富仲            |                    | ベトナム共産党           | 10                        | 2018年10月23日 - 2021年4月5日  | 2年 + 164日 | ベトナム共産党中央執行委員会書記長を兼任 任期満了前に辞任 |
| 010                                | グエン・スアン・フック Nguyễn Xuân Phúc 阮春福          |                    | ベトナム共産党           | 11                        | 2021年4月5日 - 2023年1月18日   | 1年 + 288日 | 任期満了前に辞任                                          |
| 00－                               | ヴォー・ティ・アイン・スアン Võ Thị Ánh Xuân 武氏映春   |                    | ベトナム共産党           | 11                        | 2023年1月18日 - 2023年3月2日   | 43日        | 主席代行 （副主席）                                       |
| 011                                | ヴォー・ヴァン・トゥオン Võ Văn Thưởng 武文賞           |                    | ベトナム共産党           | 12                        | 2023年3月2日 - 2024年3月21日   | 1年 + 19日  | 任期満了前に辞任                                          |
| 00－                               | ヴォー・ティ・アイン・スアン Võ Thị Ánh Xuân 武氏映春   |                    | ベトナム共産党           | 12                        | 2024年3月21日 - 2024年5月22日  | 62日        | 主席代行 （副主席）                                       |
| 0012                               | トー・ラム Tô Lâm 蘇林                                  |                    | ベトナム共産党           | 12                        | 2024年5月22日 -2024年10月21日  | 152日       | ベトナム共産党中央執行委員会書記長を兼任 任期満了前に辞任 |
| 0013                               | ルオン・クオン Lương Cường 梁強                         |                    | ベトナム共産党           | 13                        | 2024年10月21日 -               | 264日       |                                                           |

## 主席夫人一覧
主席夫人（しゅせきふじん）は、ベトナム社会主義共和国主席の配偶者である。主席夫人は公的な役職ではないため、給与や公的職務は与えられていないが、一部の配偶者は慈善活動の参加や外遊に随行している。
| No.                              | 画像 | 夫人名                                              | 主席                     | 在任期間                       |
| -------------------------------- | ---- | --------------------------------------------------- | ------------------------ | ------------------------------ |
| 1                                |      | ドアン・ティ・ツァウ Đoàn Thị Giàu                  | トン・ドゥック・タン     | 1969年9月2日 – 1975年5月25日   |
| 2                                |      | ズオン・ティ・チョン Dương Thị Chung                | グエン・フー・ト         | 1980年3月30日 – 1981年7月4日   |
| 3                                |      | ヴォー・トゥー・レー Võ Thị Lê                      | レ・ドゥック・アイン     | 1992年9月23日 – 1997年9月24日  |
| 3                                |      | グエン・ティ・ビン Nguyễn Thị Vinh                  | チャン・ドゥック・ルオン | 1997年9月24日 – 2006年6月27日  |
| 4                                |      | チャン・ティ・キム・チ Trần Thị Kim Chi             | グエン・ミン・チエット   | 2006年6月27日 – 2011年7月25日  |
| 5                                |      | マイ・ティ・ハン Mai Thị Hạnh                       | チュオン・タン・サン     | 2011年7月25日 – 2016年4月2日   |
| 6                                |      | グエン・ティ・ヒエン Nguyễn Thị Hiền                | チャン・ダイ・クアン     | 2016年4月2日 – 2018年9月21日   |
| 空席（2018年9月21日 – 10月23日） |      |                                                     |                          |                                |
| 7                                |      | ゴ・ティ・マン Ngô Thị Mận                          | グエン・フー・チョン     | 2018年9月21日 – 2021年4月5日   |
| 8                                |      | チャン・ティ・グエット・トゥ Trần Thị Nguyệt Thu    | グエン・スアン・フック   | 2021年4月5日 – 2023年1月18日   |
| 空席（2023年1月18日 – 3月2日）   |      |                                                     |                          |                                |
| 9                                |      | ファン・ティ・タン・タム Phan Thị Thanh Tâm         | ヴォー・ヴァン・トゥオン | 2023年3月2日 – 2024年3月20日   |
| 空席（2024年3月21日 – 5月22日）  |      |                                                     |                          |                                |
| 10                               |      | ゴ・フオン・リー Ngô Phương Ly                      | トー・ラム               | 2023年5月22日 – 2024年10月21日 |
| 11                               |      | グエン・ティ・ミン・グエット Nguyễn Thị Minh Nguyệt | ルオン・クオン           | 2024年10月21日 -               |